# David McCallum
David Keith McCallum, Jr., född 19 september 1933 i Glasgow, död 25 september 2023 i New York, var en brittiskfödd (skotskfödd) amerikansk skådespelare och musiker.
Han blev amerikansk medborgare den 28 augusti 1999. Hans far David McCallum Sr. var förste violinist i Londons Filharmoniska Orkester och David själv spelade oboe som barn. Filmdebut 1957 i Rånkuppen.
Han är förmodligen mest förknippad med sin roll som den blonde ryske agenten Illya Kuryakin i Mannen från UNCLE, såväl på TV som på film från 1964 till 1968.
För senare tids svenska TV-tittare blev han mer känd som Dr. Donald "Ducky" Mallard i den amerikanska TV-serien NCIS. Tidigare var han också känd som Den osynlige mannen i TV-serien med samma namn från 1970-talet. Mellan åren 1957 och 1967 var han gift med den engelska skådespelaren Jill Ireland. Paret fick tre barn. Ireland gifte sedan om sig med Charles Bronson och McCallum med Katherine Carpenter.

## Filmografi (urval)
- 1957 – Rånkuppen
- 1957 – Rattens desperados
- 1958 – Titanics undergång
- 1962 – Billy Budd
- 1962 – Det fördolda
- 1963 – Den stora flykten
- 1963 – The Outer Limits (TV-serie) (1 avsnitt)
- 1964–1968 – Mannen från UNCLE (TV-serie) (105 avsnitt)
- 1964 – Perry Mason (TV-serie) (1 avsnitt)
- 1965 – Mannen från Nasaret
- 1975–1976 – Den osynlige mannen (TV-serie) (13 avsnitt)
- 1982 – Par i hjärter (TV-serie) (1 avsnitt)
- 1983 – The Return of the Man from U.N.C.L.E.: The Fifteen Years Later Affair (TV-film)
- 1986 – The A-Team (TV-serie) (1 avsnitt)
- 1987 – Matlock (TV-serie) (1 avsnitt)
- 1989 – Mord och inga visor (TV-serie) (1 avsnitt)
- 1990 – Fader Dowlings mysterier (TV-serie) (1 avsnitt)
- 1991–1992 – Sadla för seger (TV-serie) (23 avsnitt)
- 1993 – Seaquest DSV (TV-serie) (1 avsnitt)
- 1994 – Babylon 5 (TV-serie) (1 avsnitt)
- 1994 – Tillbaka till Aidensfield (TV-serie) (1 avsnitt)
- 1996 – Alias Mr & Mrs Smith (TV-serie) (1 avsnitt)
- 1997 – I lagens namn (TV-serie) (1 avsnitt)
- 1999 – Sex and the City (TV-serie) (1 avsnitt)
- 2003 – JAG (TV-serie) (2 avsnitt)
- 2003–2023 – NCIS (TV-serie) (459 avsnitt)
- 2006–2009 – Ersättarna (TV-serie) (röstroll, 67 avsnitt)
- 2008 – Batman: Gotham Knight (röstroll)
- 2008–2010 – Ben 10: Alien Force (TV-serie) (röstroll, 4 avsnitt)
- 2009 – Batman: Den tappre och modige (TV-serie) (röstroll, 1 avsnitt)
- 2012 – Diablo III (röst i datorspel)
- 2014–2016 – NCIS: New Orleans (TV-serie) (2 avsnitt)

## Bilder

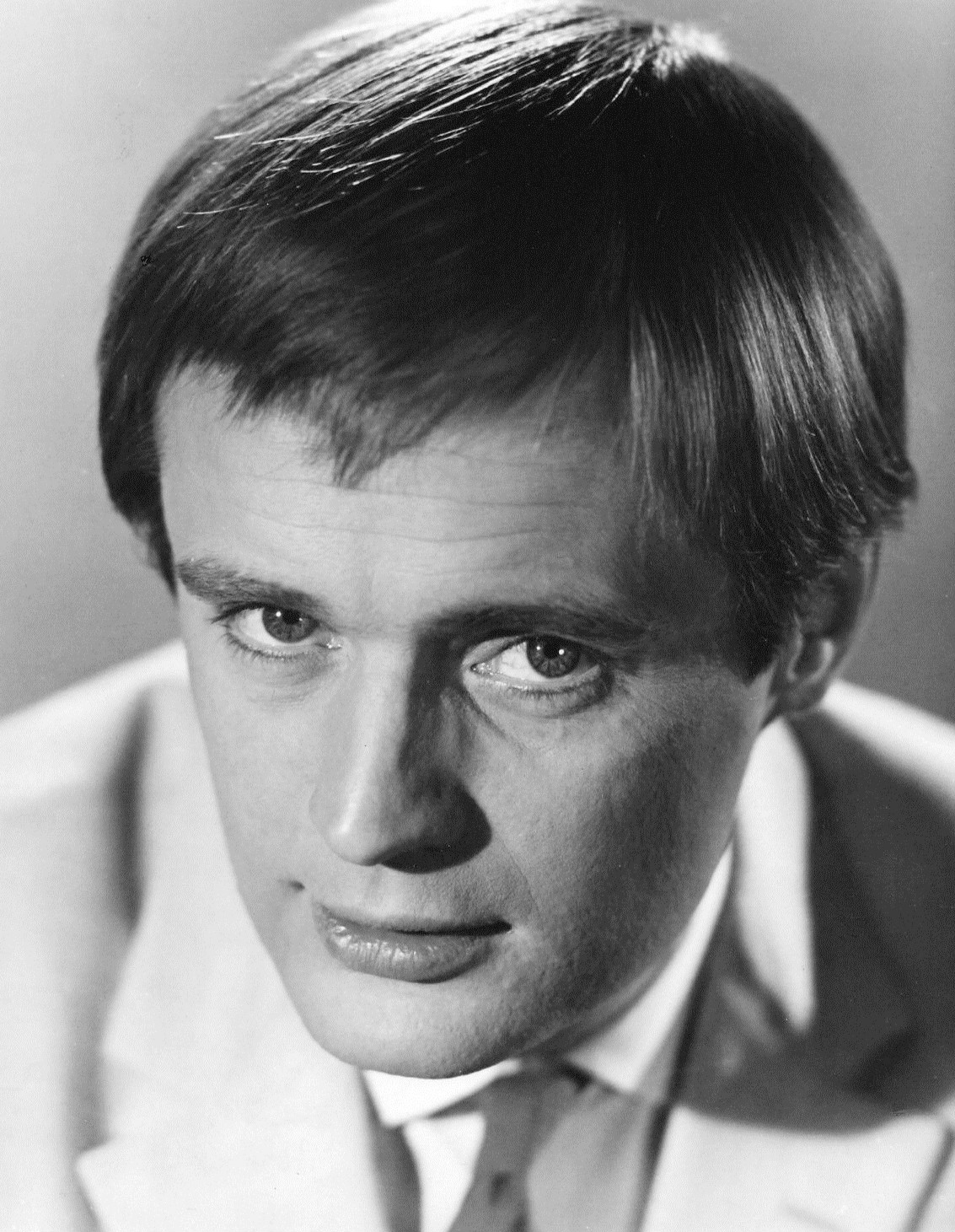
David McCallum 1966
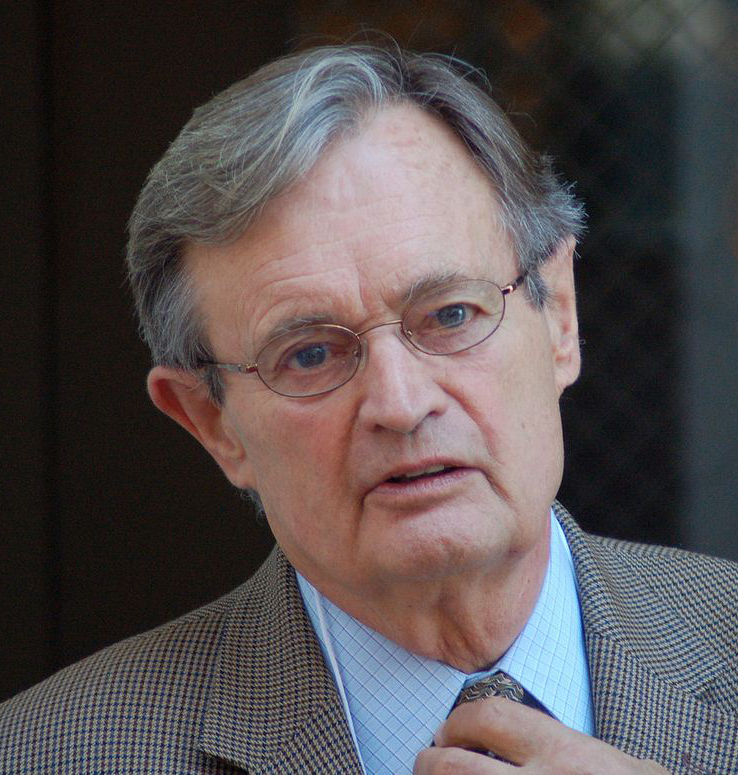
David McCallum 2012
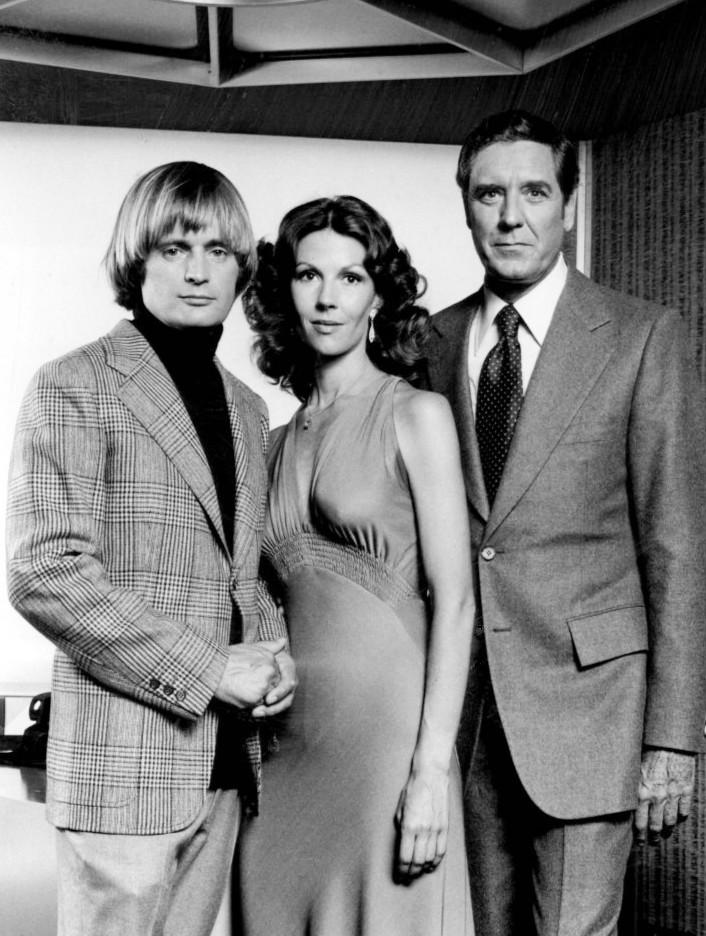
David McCallum, Melinda O. Fee och Craig Stevens i Den osynlige mannen 1975
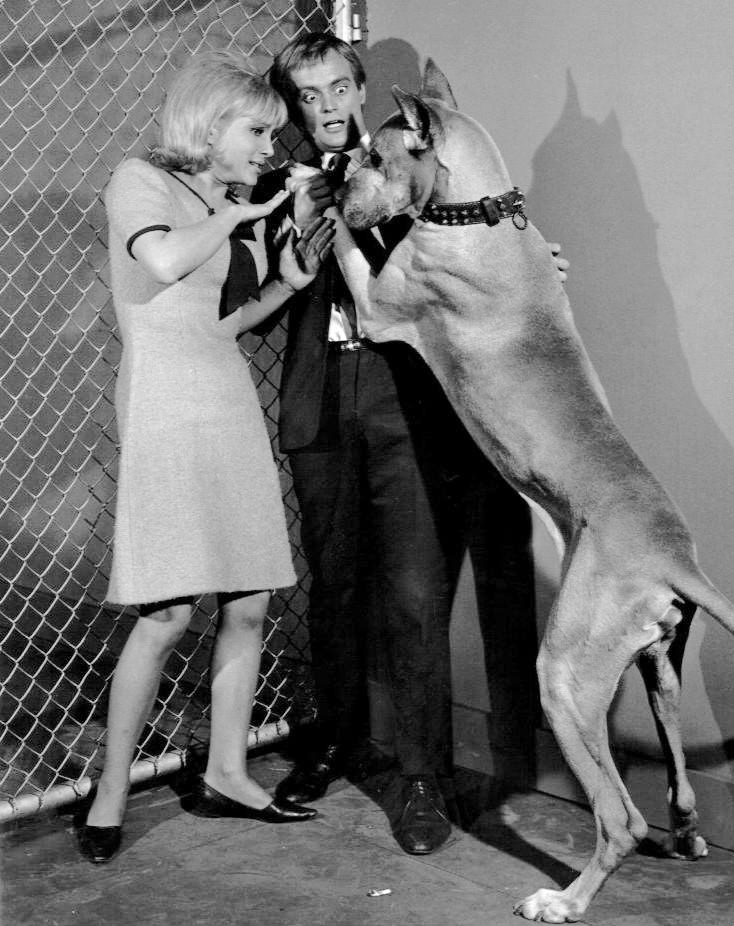
David McCallum och Susan Oliver i Mannen från UNCLE 1965
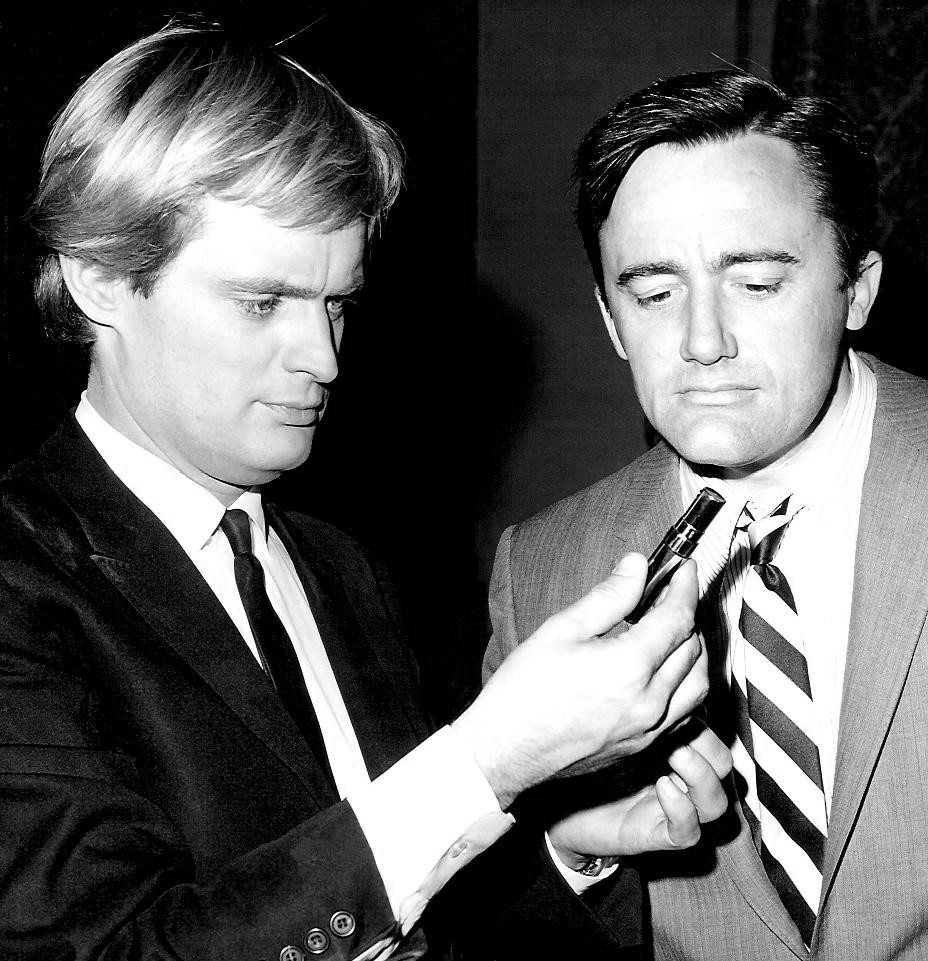
David McCallum och Robert Vaughn Mannen från UNCLE 1967